# Tabennèse

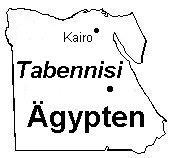
Carte indiquant Tabennèse.

Tabennèse ou Tabennêsis ou Tabenne est une communauté chrétienne fondée en Haute-Égypte vers 320 par saint Pacôme. Ce fut la maison-mère d'un réseau qui, à sa mort en 346, comptait déjà neuf établissements d'hommes et deux de femmes dans la même région, avec deux ou trois mille « Tabennésiotes ». C'est le premier grand modèle de cénobitisme dans l'Église chrétienne.

## Nom et emplacement
Le nom et l'emplacement de ce monastère ont longtemps été l'objet d'une grande incertitude. Dans les différents manuscrits de l'Histoire lausiaque de Palladios (§ 32), on trouve les formes grecques suivantes : Ταϐέννησις, Ταϐέννησος, Ταϐενίσιος et Ταϐένη. Chez Sozomène (III, 14), un manuscrit donne (correctement) « έν Ταϐεννήσῳ », mais un autre porte fautivement « έν Ταϐέννη νήσῳ » en deux mots (avec le mot νῆσος, « île »). C'est apparemment cette cacographie qui a inspiré à Nicéphore Calliste Xanthopoulos (XIVe siècle) la tournure suivante : « ἔν τινι νήσῳ, ἣ Ταϐέννη ώνόμαστο », « dans une certaine île appelée Tabennê ». De là vient la tradition selon laquelle le monastère était installé sur une île, ce qui n'apparaît en fait dans aucun document ancien.
Dans les manuscrits coptes, les formes sont les suivantes : Tabennêsi (la plus fréquente), Tabênise, Tabnêse, Tabsinêse, Tabsênisi et d'autres encore. Dans les textes arabes, on trouve : Tabanessin, Tafnis, Tafânis, Tafnasa, et aussi Dounasa. En latin, on a la forme Tabennense dans la Vie latine de Pacôme de Denys le Petit. Quant au dérivé désignant les occupants du lieu, il revêt en grec les formes Ταϐεννησιώτης, Ταϐινισιώτης, Ταϐισιώτης ; en latin Tabennensis (avec le suffixe usuel -ensis), Tabennesiota (calque du grec), Tabennensiota (mélange des deux).
Quant à l'emplacement du couvent, il est repérable par deux passages de la Vie de Pacôme : une femme de Dendérah, malade, s'y fait transporter dans l'espoir d'être guérie, et elle emprunte une barque qui « descend » le fleuve, ce qui suppose que Tabennêsis se trouve en aval de Dendérah et sur l'autre rive du fleuve (c'est-à-dire sur la rive droite) ; un peu plus loin il est indiqué qu'au nord du couvent se trouve un village désert nommé Phbôou, qui est identifié unanimement avec l'actuel Faou (ou Faou Guebli), donc dans le 6e nome de Haute-Égypte.

## Description
Pacôme a installé son établissement dans un village abandonné. L'organisation était inspirée de celle des communautés rurales égyptiennes de l'époque, mais aussi des camps militaires romains, car Pacôme avait été soldat dans sa jeunesse. Le monastère est un ensemble de bâtiments entouré d'un mur d'enceinte. Le partage des biens est intégral, chacun abandonnant tout ce qu'il possède au monastère et ne pouvant disposer que de ce que lui concède la règle (notamment l'habit monastique : une tunique sans manches, un capuchon, une casaque en peau de mouton et une ceinture). Repas et régime alimentaire sont communs. La prière rassemble les moines deux fois par jour, les sermons plusieurs fois par semaine. Le travail manuel est organisé en fonction des capacités de chacun et des besoins de la communauté : dans l'enceinte, des « maisons » regroupent les frères selon leur métier, trois d'entre elles assurant à leur tour les services communs. La discipline est très stricte, prévoyant des châtiments corporels, et l'obéissance au supérieur est considérée comme la vertu cardinale du moine.

## Développement
À l'automne 329, les moines reçoivent la visite du nouvel archevêque Athanase d'Alexandrie, qui ordonne Pacôme comme prêtre. Peu de temps après, un second établissement est fondé dans le village voisin, également abandonné, de Phbôou. Pacôme lui-même s'y installe en 336-37, et Phbôou devient d'ailleurs l'implantation la plus importante avec 600 moines à la mort du fondateur (346). Après 340, d'autres monastères sont établis entre Esna et Akhmîm. L'ensemble constitue un véritable ordre, avec à sa tête un supérieur général qui circule entre les monastères et en nomme les supérieurs. Un rassemblement de tous les moines a lieu deux fois par an, à Pâques et le 13 août, dans la maison-mère de Tabennêsis ; à cette occasion, les supérieurs doivent rendre compte de leur gestion matérielle à l'économe général.
Après la mort de Pacôme (9 mai 346), le supérieur général fut Pétronios, désigné par lui, mais qui mourut trois mois après. Horsièse (Orsisios) le remplaça, mais en 351, à la suite de la révolte d'un monastère, Théodore, un des premiers disciples de Pacôme, dut prendre les choses en main, et il assura la direction jusqu'à sa mort en 368, tout en se disant le « vicaire » d'Horsièse. À cette date il y avait douze monastères d'hommes et trois de femmes. Horsièse reprit ensuite ses fonctions jusqu'à sa mort après 386. En 390, l'archevêque Théophile d'Alexandrie favorisa l'installation d'un monastère de l'ordre à Canope, à l'est de sa métropole, à l'emplacement d'un ancien temple de Sérapis : ce monastère de la Métanoia, qui compta des moines latins, joua un rôle important dans l'influence qu'exerça sa règle en Occident. Vers l'an 400, selon Palladios, les « Tabennésiotes » ou pachômiens étaient environ 7 000. Au Ve siècle, l'ordre accepta les décisions du concile de Chalcédoine (il fournit notamment les patriarches Timothée III Salophaciole et Jean Ier Talaia), et il ne connut des divisions à ce sujet qu'à partir du VIe siècle.